# Церква Святого архистратига Михаїла (Сопіт)
Церква Святого архистратига Михаїла — греко-католицька церква у селі Сопіт Стрийського району Львівської області України. Стара дерев'яна будівля церкви була зведена у 1836 році, мала статус пам'ятки архітектури місцевого значення (охоронний № 1501-М), згоріла 14 лютого 2009 році. На її місці місцева громада відбудувала нову, муровану церкву.

## Історія
Дерев'яну церкву в селі Сопіт збудували в 1836 році (втім, в шематизмах зустрічається інший рік побудови — 1838, іноді — 1831). Церква у Сопоті підпорядковувалася Сколівському деканату Львівської архієпархії греко-католицької церкви. Станом на 1903 рік парафія нараховувала 751 особу, на 1914 рік — 782 особи, на 1924 рік — 715 осіб. При церкві діяла однокласна українська школа (заснована 1912 року).
14 лютого 2009 року дерев'яна церква згоріла, також пожежа знищила старовинний іконостас, проте місцевим мешканцям удалося врятувати деякі ікони та частину церковного майна. Вже в липні того ж року на згарищі почалося будівництво нової, цього разу великої мурованої церкви, наріжний камінь освятив 26 липня владика Ярослав (Приріз). Будівництво завершилося в листопаді 2011 року, новозбудовану церкву освятили 23 листопада. У храмі встановили новий іконостас, виконаний майстром Михайлом Головчаком із Старосамбірщини.

## Опис
Стара церква у Сопоті була дерев'яною, тридільною, однозрубною і належала до хатнього типу церков. В межах даного типу церква Святого Михаїла належала до рідкісної підгрупи церков із примітивним плануванням: до квадратної у плані нави прилучалися рівні за шириною і також квадратні (або прямокутні) у плані вівтар і бабинець, формуючи таким чином єдиний прямокутний у плані об'єм. Зокрема, церква у Сопоті у плані складалася з трьох рівних квадратів. Будівлю церкви оперезало високе піддашшя на стовпах, вкривав церкву двосхилий дах, по центру якого розташовувався гранчастий світловий ліхтар із шатровим завершенням.